# Maria Lluïsa Berdala i Cirera
Maria Lluïsa Berdala i Cirera (Barcelona, 1961) és tècnica administrativa i va ser alcaldessa des del 2011 fins al 2019 de Sant Antoni de Vilamajor. Actualment és regidora en el consistori.
Nascuda a Barcelona, de professió administrativa del sector de les assegurances, resideix a Sant Antoni de Vilamjor des de l'any 2003 però estiuejava des de començament de la dècada del 1990. És afiliada a Convergència Democràtica de Catalunya des de l'any 2010 i encapçalà la candidatura de Convergència i Unió a les eleccions municipals de 2011 i assolí l'alcaldia de Sant Antoni de Vilamajor després de ser la llista més votada i arribar a un acord de govern amb el suport d'Autèntics Independents de Vilamajor, Esquerra Republicana de Catalunya - Reagrupament i el Partit Popular.
És la primera alcaldessa que ha tingut el municipi. És habitual de la vida social de Sant Antoni, ha estat secretària del Patronat de Cultura de Sant Antoni de Vilamajor i membre de diferents entitats com el Club Excursionista Caminaires de Vilamajor i la Colla Gegantera. També participa en l'organització de la Travessa del Montseny, que organitza la Taula de Joves Comtal de Barcelona. És membre del Patronat de la Fundació Baix Montseny i representant de l'Ajuntament en l'agermanament amb Javrezac.